# Балагуров, Яков Алексеевич

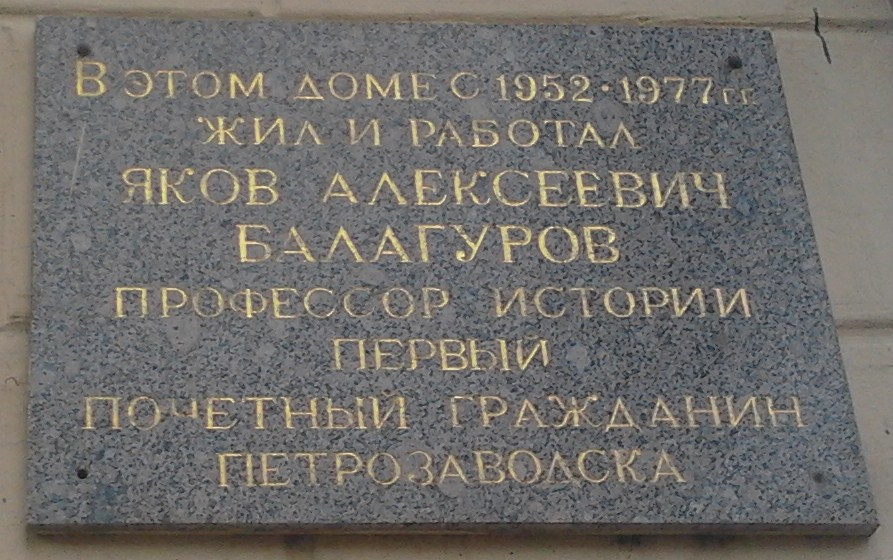
Мемориальная доска. Петрозаводск, проспект Ленина, д. 8

Я́ков Алексе́евич Балагу́ров (22 октября 1904, село Шуерецкое, Архангельская губерния — 21 апреля 1977, Петрозаводск) — советский историк, доктор исторических наук (1952), профессор, Заслуженный деятель науки РСФСР (1965) и заслуженный деятель науки Карельской АССР.

## Биография
Родился в многодетной семье рыбака-помора.
Детство и юность прошли в родном селе, где Яков Балагуров работал рыбаком, почтальоном, горнорабочим, стрелочником, дежурным по железнодорожной станции, председателем комитета бедноты, секретарём комсомольской организации, заведующим избой-читальней.
В 1930 году принят в члены ВКП(б).
В конце 1930 года поступил на заочное отделение школьного факультета Ленинградского политико-просветительского института им. Крупской по специальности «история».
В 1931 году переведён в город Кемь, где проработал четыре года инструктором-пропагандистом районного комитета ВКП(б).
В 1934 году окончил институт с отличием и присвоением квалификации преподавателя истории СССР.
В 1935 году назначен преподавателем Карельского отделения Института массового заочного обучения партийного актива при ЦК ВКП(б) (КарИМЗО) в Петрозаводске, после ликвидации которого преподавал в Карельском педагогическом институте.
В 1935 году поступил на заочное отделение исторического факультета Московского института истории, философии и литературы (МИФЛИ) (второе высшее образование) и, одновременно, в аспирантуру Карело-Финского государственного университета.
В годы Великой Отечественной войны находился (до августа 1944) в Сыктывкаре, куда был эвакуирован Карело-Финский госуниверситет.
В 1946 году защитил диссертацию в Московском пединституте имени В. И. Ленина. В 1949 году поступил в докторантуру Института истории АН СССР. В докторантуре Я. А. Балагуров завершил свою первую монографию по истории Карелии, посвященную восстанию олонецких приписных крестьян в 1769—1771 годах.
Весной 1952 года, когда работа над докторской диссертацией по теме «Рабочие и приписные крестьяне Олонецких горных заводов в XVIII—XIX веках» была завершена, вернулся в Петрозаводск. В октябре 1952 года Президиум АН СССР утвердил Я. А. Балагурова заведующим сектором истории Института языка, литературы и истории Карельского научного центра АН СССР.
В 1970 году Яков Алексеевич оставил заведование сектором истории Института языка, литературы и истории по состоянию здоровья, продолжал работать старшим научным сотрудником-консультантом. Последняя из вышедших книг — «Карелия в годы первой русской революции» — была опубликована незадолго до кончины автора, последовавшей 21 апреля 1977 года.

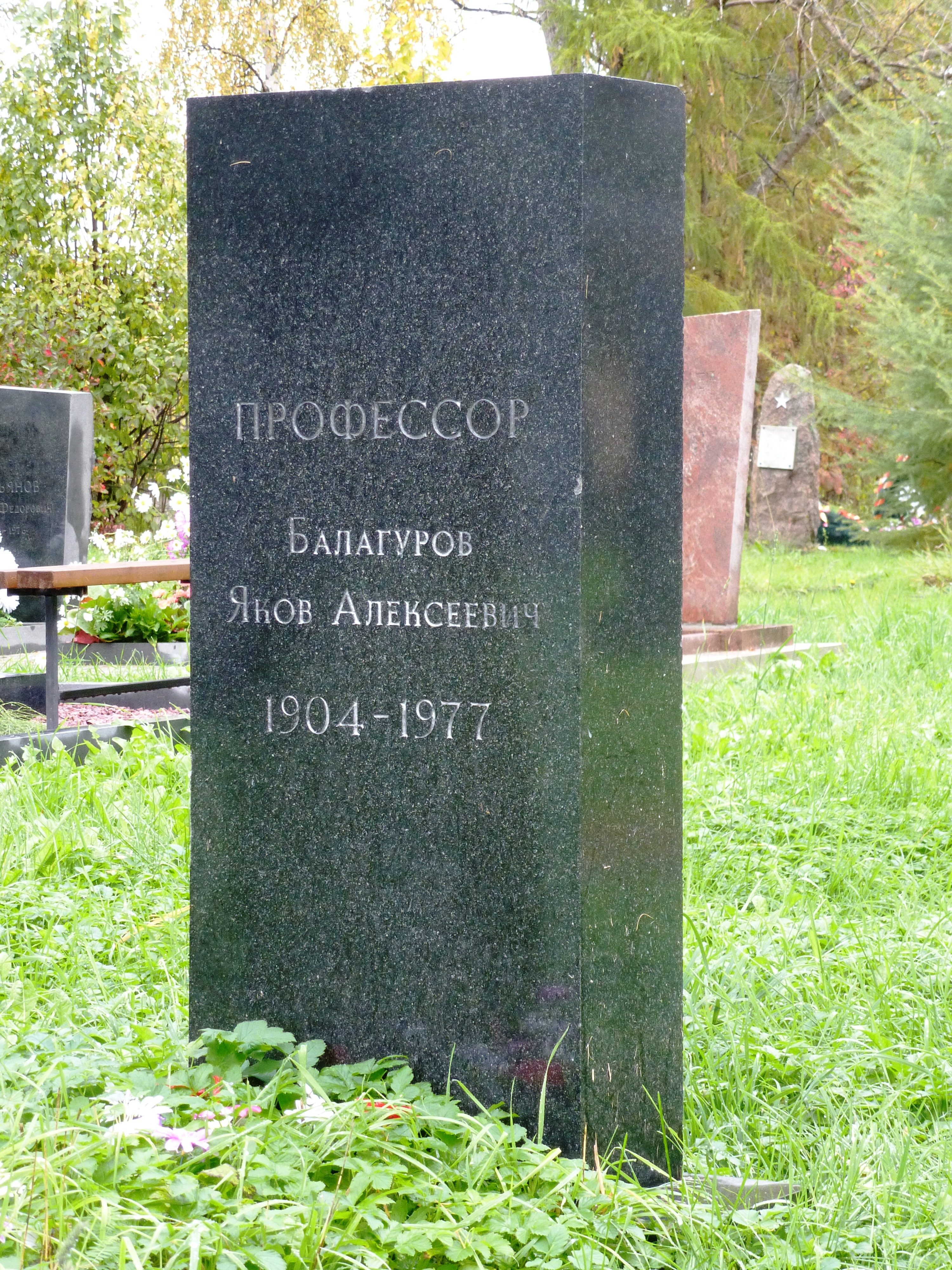
Памятник Я. А. Балагурову на Сулажгорском кладбище.

Похоронен на мемориальном Сулажгорском кладбище Петрозаводска.
Избирался депутатом Верховного Совета СССР (депутат Совет Национальностей от Карело-Финской ССР) 3-го (1950—1954) и 4-го (1954—1958) созывов.

## Семья
Жена — Мария Васильевна (дев. Феклистова), ихтиолог, кандидат биологических наук. Дети — четверо сыновей, дочь.

## Научная деятельность

### Избранные труды
- Балагуров Я. А. (2, 6, 29, 30, 41-45, 53, 54, 69, 86, 87, 94, 96, 100, 109, 117, 119, 124—126, 128, 130, 136, 138,139, 145, 154, 164, 167, 180, 199,200, 212, 215, 221, 226, 241, 298, 323, 326, 355, 357,461. Ред. 6, 51, 99, 117, 126, 130, 153, 164, 180, 194, 293, 410, 463) // Издания Института языка, литературы и истории и печатные работы сотрудников (1931—1979). — Петрозаводск, 1980. — 246 с.
- Балагуров Я. А. Автор «Молодой России» (О Петре Григорьевиче Заичневском) // Вопросы истории. — 1972. — № 7. — С. 202—205.
- Балагуров Я. А. Борьба за Советы в Карельском Поморье. — Петрозаводск: Госиздат Карел. АССР, 1958. — 128 с. — 2000 экз.
  - . — 2-е изд., перераб. и доп. — Петрозаводск: Карелия, 1973. — 160 с. — 3000 экз.
- Балагуров Я. А. Из истории дореформенной сельской школы // Уч. зап. ПГУ. — 1967. — Т. 14, Вып. 6. — С. 48—54.
- Балагуров Я. А. Карелия в годы первой русской революции (1905—1907). — Петрозаводск: Карелия, 1977. — 110 с. — 3000 экз.
- Балагуров Я. А. Карелия в годы революции 1905—1907 гг. // Революция 1905—1907 гг. в национальных районах России . — 2—е изд. — М.: Госполитиздат, 1955. — С. 3—418.
- Балагуров Я. А. Карелия в Отечественной войне 1812 г. // На рубеже (журн.). — 1962. — № 4. — С. 89—93
- Балагуров Я. А. Кижское восстание. 1769—1771 гг. (Очерк истории восстания олонецких приписных крестьян). — Петрозаводск: Гос. изд-во Карело-Фин. ССР, 1951. — 106 с. — 5000 экз.
  - . — Петрозаводск: Карел. кн. изд-во, 1969. — 96 с. — 5000 экз.
- Балагуров Я. А. В. Г. Короленко и Карелия // Север. — 1969.- № 7. — С. 102—104.
- Балагуров Я. А. Олонецкие горные заводы в дореформенный период. — Петрозаводск: Госиздат Карел. АССР, 1958. — 211 с. — 2000 экз.
- Балагуров Я. А. Петрозаводский театр в XIX в. // На рубеже (журн.). — 1948. — № 8. — С. 72-79.
- Балагуров Я. А. Приписные крестьяне Карелии в XVIII—XIX вв.. — Петрозаводск: Карел. кн. изд-во, 1962. — 351 с. — 1000 экз.
- Балагуров Я. А. Развитие советской исторической науки в Карело-Финской ССР // Наука в Карело-Финской ССР за 30 лет Советской власти. — Петрозаводск, 1948. — С. 70-83.
- Балагуров Я. А. Фабрично-заводские рабочие дореволюционной Карелии (1861—1917). — Петрозаводск: Карел. кн. изд-во, 1968. — 215 с. — 1500 экз.
- Балагуров Я. А. Формирование рабочих кадров Олонецких Петровских заводов (Первая половина XVIII в.). — Петрозаводск: Госиздат КФССР, 1955. — 120 с. — 2000 экз.
- Балагуров Я. А., Лопатина Е. Б., Машезерский В. И. Историко-географический очерк // Карельская АССР. — М., 1956. — С. 119—157.
- Балагуров Я. А., Машезерский В. И. Исследования историков Института // Науч. конф. Института языка, литературы и истории Карельского филиала АН СССР, посв. 50-летию Великой Октябрьской социалистической революции. 30 октября 1967 г. (сокр. доклады). — Карельское кн. изд-во, 1968. — С. 7-28.
- Балагуров Я. А., Шумилов М. И., Мащезерский В. И. и др. Очерки истории Карельской организации КПСС. — Петрозаводск: Карелия. — 590 с. — 10 000 экз.
- История Карелии в документах и материалах : Хрестоматия. Учеб. пособие для сред. школ Карел. АССР : в 2-х ч / Под ред. Я. А. Балагурова, Н. Ф. Славина. — Петрозаводск: Карелия, 1972, 1976. — 248+351 с. — 5000; 5000 экз.
  - . — 2-е изд., испр. и доп. — Петрозаводск: Карелия, 1980, 1981. — 222+344 с. — 7000; 5000 экз.
- Кижское восстание, 1769—1771 : Документы / Науч. ред., авт. предисл., с. 5-26, и примеч. Я. А. Балагуров. — Петрозаводск: Карелия, 1977. — 127 с. — 10 000 экз.
- Очерки истории Карелии. — Петрозаводск: Госиздат КАССР, 1957, 1964. — Т. 1—2. — 430+615 с.

статьи в БСЭ (2-е изд.):
- Балагуров Я. А., Машезерский В. И., Яковлев И. С. Карело—Финская ССР. Исторический очерк // Т. 20. — С. 169—179.
- Балагуров Я. А. Кижское восстание // Т. 20. — С. 609.
- Балагуров Я. А. Олонецкие пашенные солдаты. // Т. 30. — С. 653.

статьи в Советской исторической энциклопедии:
- Балагуров Я. А. Олонецкие горные заводы // 1967. — Т. 10. — С. 535—536.
- Балагуров Я. А., Машезерский В. И. Карельская Автономная Советская Социалистическая республика // 1965. — Т. 7. — Стб. 30—38.

## Награды
- орден Трудового Красного Знамени (1948)
- орден «Знак Почёта» (1954)
- звание Почётный гражданин города Петрозаводска (1973)[8].